# Japan Live '95
Japan Live '95 è un album dal vivo del gruppo musicale statunitense Dokken, pubblicato il 9 settembre 2003 dalla Sanctuary Records.
Contiene la registrazione di un concerto tenuto dal gruppo nel 1995 durante il tour promozionale dell'album Dysfunctional.

## Tracce
1. Tooth and Nail – 3:45 (George Lynch, Jeff Pilson, Mick Brown)
2. When Heaven Comes Down – 4:06 (Lynch, Pilson, Brown)
3. Into the Fire – 4:46 (Dokken, Lynch, Pilson)
4. Kiss of Death – 5:33 (Dokken, Lynch, Pilson)
5. Shadows of Life – 4:05 (Dokken, Pilson)
6. The Maze – 5:14 (Dokken, Lynch, Pilson)
7. Long Way Home – 5:38 (Dokken, Lynch, Pilson)
8. Breaking the Chains – 4:13 (Dokken, Lynch)
9. Unchain the Night – 6:26 (Dokken, Lynch, Pilson, Brown)
10. Nothing Left to Say – 4:48 (Dokken, Pilson)
11. I Will Remember – 4:29 (Lynch)
12. Alone Again – 7:22 (Dokken, Pilson)
13. Mr. Scary – 4:33 (Lynch, Pilson)
14. It's Not Love – 8:23 (Dokken, Lynch, Pilson, Brown)

Tracce bonus dell'edizione DVD
1. Paris Is Burning (Dokken, Lynch)
2. In My Dreams (Dokken, Lynch, Pilson, Brown)

## Formazione
- Don Dokken – voce
- George Lynch – chitarre
- Jeff Pilson – basso, cori
- Mick Brown – batteria, cori